# Нога бога (фільм)
«Нога бога» — кінофільм режисера Луїджі Сардьелло, який вийшов на екрани в 2009 році.

## Зміст
У Елії є особливий дар - він жодного разу не промахнувся, пробиваючи пенальті. Але у Елії є проблема - у вісімнадцять років він досяг розвитку дванадцятирічної дитини, саме в цьому віці їх з матір'ю покинув батько. Його знаходить футбольний менеджер Мікеле, який не зміг реалізувати свою кар'єру через травму, але він має особливий нюх на таланти. Вони разом відправляються у велике місто, щоб здійснити кожний свою мрію - відкрити великого футболіста, стати великим футболістом і. побачити знову батька.

## Ролі
| Актор              | Роль |
| ------------------ | ---- |
| Олена Боуріка      | -    |
| Антоніо Катанія    | -    |
| Паоло Гаспарини    | -    |
| Гаетано Джентіле   | -    |
| Луїс Мольтені      | -    |
| Філіппо Пучілло    | -    |
| Гуїдо Квінтоцці    | -    |
| Розаріо Руссо      | -    |
| Еміліо Солфріцці   | -    |
| Антоніо Сторнайоло | -    |

## Знімальна група
- Режисер — Луїджі Сардьелло
- Сценарист — Луїджі Сардьелло
- Продюсер — Енцо Порчеллі
- Композитор — Андреа Терріноні